# 村国駅
村国駅（むらくにえき）はかつて福井県武生市（現・越前市）村国にあった福井鉄道南越線の駅である。同線の全線廃止とともに廃駅となった。

## 歴史
- 1914年（大正3年）3月11日 - 武岡軽便鉄道の駅として開業[1]。
- 1918年（大正7年）3月19日：社名変更により武岡鉄道の駅となる[2]。
- 1924年（大正13年）3月7日：今立鉄道（未開業）との合併により、南越鉄道の駅となる。
- 戦時中（時期不詳）：一度廃止される。
- 1951年（昭和26年）6月15日：復活開業。
- 1972年（昭和47年）10月12日：交換設備が撤去される。[3]
- 1981年（昭和56年）4月1日：社武生 - 粟田部間の廃止により廃駅となる。

## 駅構造
相対式ホーム2面2線を有する駅だった。晩年は駅舎側のホームのみを使用していた。
駅舎とは反対側の待合室にはもと南海電鉄の旧南海モハ81形が使われていた。

## 駅跡
駅の名をとどめるものは残っていない。駅跡には個人私設の鉄道博物館がある。そこにはかつて鯖浦線で使用されていて、後に南越線と福武線で使用されていた160形電車の1両（元モハ62のモハ161-1）が保存されていたが、老朽化で解体を予定していたところ、2023年に神奈川県の個人に引き取られることになり、同年12月に茨城県へ向け搬出された。

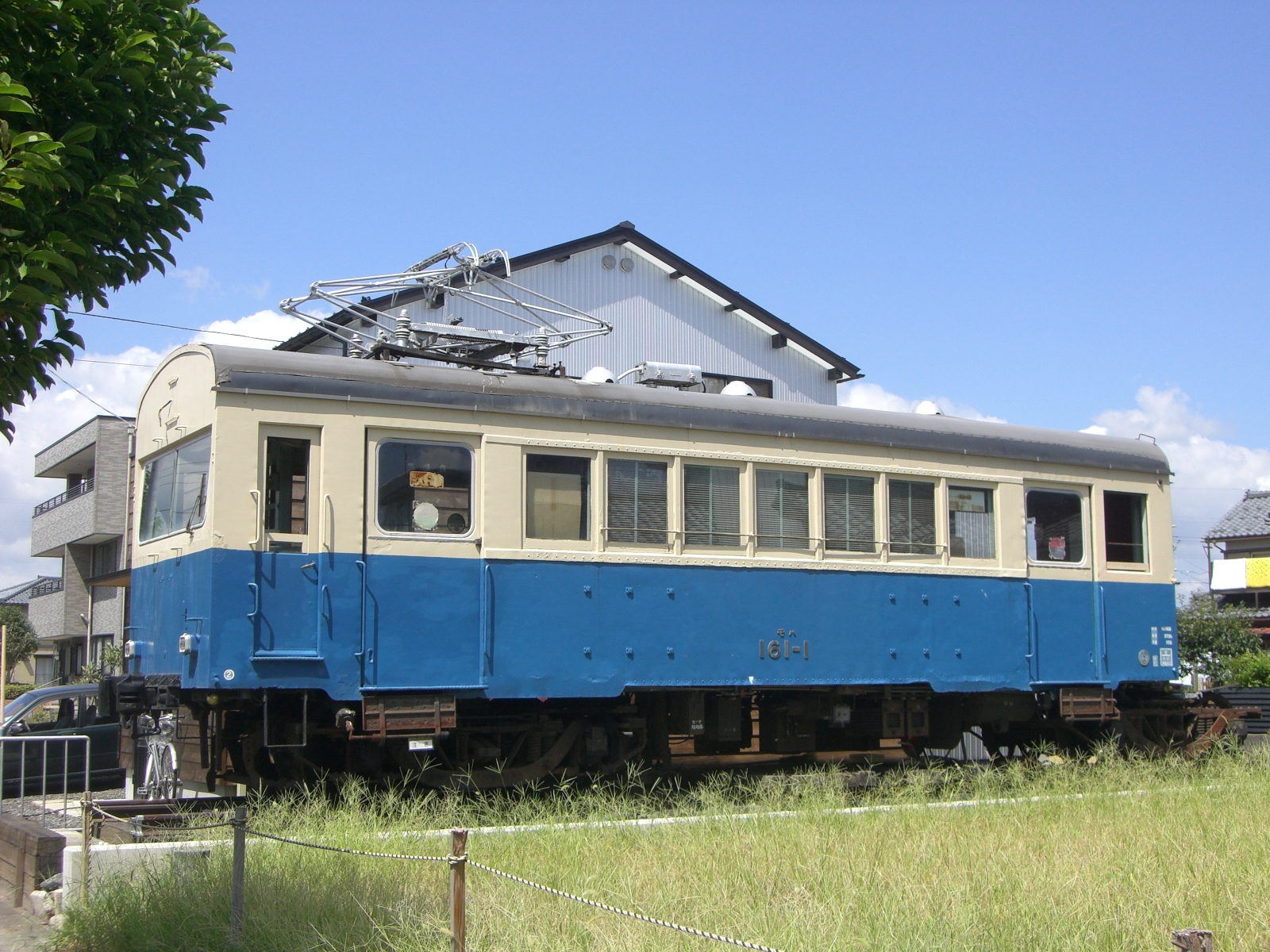
駅跡で保存されていたモハ161-1

## 隣の駅
福井鉄道
南越線（廃止）
北府駅 - 村国駅 - 塚町駅